# Barbaran
Barbaran je nenaseljeni otočić kod Poreča, sjeverno od otoka Svetog Nikole i porečke luke i zapadno od porečkog poluotoka. Na otoku je svjetionik.
Površina otoka je 2.636 m2,a visina oko 2 metra.
U Državnom programu zaštite i korištenja malih, povremeno nastanjenih i nenastanjenih otoka i okolnog mora Ministarstva regionalnoga razvoja i fondova Europske unije, svrstan je pod "manje
nadmorske tvorbe (hridi različitog oblika i veličine)". Pripada Gradu Poreču.
Radi osiguravanja dovoljnog broja odgovarajućih morskih i kopnenih kapaciteta luke Poreč, planira se izgradnja lukobrana na Barbaranu radi čega je ministarstvo podnijelo zahtjev za procjenu utjecaja na okoliš.

## Vanjske poveznice
|  | Zajednički poslužitelj ima još gradiva o temi Barbaran |